# Libanon i olympiska sommarspelen 1988
Libanon deltog i de olympiska sommarspelen 1988 med en trupp bestående av 21 deltagare, men ingen av landets deltagare erövrade någon medalj.

## Boxning
| Bilal El-Masri | Lätt weltervikt | Adrian Carew (GUY) L 5:0          | Gick inte vidare              | Gick inte vidare | Gick inte vidare | Gick inte vidare | Gick inte vidare | Gick inte vidare | Gick inte vidare |
| Mirwan Kassouf | Mellanvikt      | Michele Mastrodonato (ITA) L RSCH | Gick inte vidare              | Gick inte vidare | Gick inte vidare | Gick inte vidare | Gick inte vidare | Gick inte vidare | Gick inte vidare |
| Ahmed El-Masri | Lätt tungvikt   |                                   | Brent Kosolofski (CAN) L RSCH | Gick inte vidare | Gick inte vidare | Gick inte vidare | Gick inte vidare | Gick inte vidare | Gick inte vidare |

## Brottning
| Brottare      | Gren                                | Inledande omgång                                      | Ställning                 | Final             |
| Brottare      | Gren                                | Motståndare Poäng                                     | Ställning                 | Motståndare Poäng |
| ------------- | ----------------------------------- | ----------------------------------------------------- | ------------------------- | ----------------- |
| Khodr Bechara | Supertungvikt, grekisk-romersk stil | Lubomir David (TCH) L 0-4 Duane Koslowski (USA) L 0-7 | 8:e i gruppen 12:a totalt | Gick inte vidare  |

## Cykling
Herrar
| Cyklist         | Gren                | Tid | Placering |
| --------------- | ------------------- | --- | --------- |
| Hratch Zadorian | Herrarnas linjelopp | DNF | -         |

## Friidrott
Herrar
| Idrottare    | Gren                | Heat    | Heat      | Semifinal        | Semifinal        | Final            | Final            |
| Idrottare    | Gren                | Tid     | Placering | Tid              | Placering        | Tid              | Placering        |
| ------------ | ------------------- | ------- | --------- | ---------------- | ---------------- | ---------------- | ---------------- |
| Jihad Salame | Herrarnas 100 meter | 11,49   | 95        | Gick inte vidare | Gick inte vidare | Gick inte vidare | Gick inte vidare |
| Maher Abbas  | Herrarnas 400 meter | 51,29   | 70        | Gick inte vidare | Gick inte vidare | Gick inte vidare | Gick inte vidare |
| Maher Abbas  | Herrarnas 800 meter | 1:53,76 | 58        | Gick inte vidare | Gick inte vidare | Gick inte vidare | Gick inte vidare |

Damer
| Idrottare   | Gren               | Heat  | Heat      | Semifinal        | Semifinal        | Final            | Final            |
| Idrottare   | Gren               | Tid   | Placering | Tid              | Placering        | Tid              | Placering        |
| ----------- | ------------------ | ----- | --------- | ---------------- | ---------------- | ---------------- | ---------------- |
| May Sardouk | Damernas 400 meter | 60,01 | 45        | Gick inte vidare | Gick inte vidare | Gick inte vidare | Gick inte vidare |

## Fäktning
| Idrottare      | Gren              | Inledande omgång | Sextondelsfinal  | Åttondelsfinal   | Kvartsfinal      | Semifinal        | Final            | Slutlig placering |
| -------------- | ----------------- | ---------------- | ---------------- | ---------------- | ---------------- | ---------------- | ---------------- | ----------------- |
| Zahi El-Khoury | Herrarnas florett |                  | Gick inte vidare | Gick inte vidare | Gick inte vidare | Gick inte vidare | Gick inte vidare | 68                |
| Zahi El-Khoury | Herrarnas värja   |                  | Gick inte vidare | Gick inte vidare | Gick inte vidare | Gick inte vidare | Gick inte vidare | 74                |
| Michel Youssef | Herrarnas florett |                  | Gick inte vidare | Gick inte vidare | Gick inte vidare | Gick inte vidare | Gick inte vidare | 52                |
| Michel Youssef | Herrarnas värja   |                  | Gick inte vidare | Gick inte vidare | Gick inte vidare | Gick inte vidare | Gick inte vidare | 78                |

## Judo
Herrar
| Idrottare    | Gren                      | Sextondelsfinal            | Åttondelsfinal       | Kvartsfinal          | Semifinal            | Första återkvalsomgången | Återkval kvartsfinal | Återkval semifinal   | Final                |
| Idrottare    | Gren                      | Motståndare Resultat       | Motståndare Resultat | Motståndare Resultat | Motståndare Resultat | Motståndare Resultat     | Motståndare Resultat | Motståndare Resultat | Motståndare Resultat |
| ------------ | ------------------------- | -------------------------- | -------------------- | -------------------- | -------------------- | ------------------------ | -------------------- | -------------------- | -------------------- |
| Roni Khawam  | Herrarnas halv mellanvikt | Brown (GBR) L 0000-1001    | Gick inte vidare     | Gick inte vidare     | Gick inte vidare     | Gick inte vidare         | Gick inte vidare     | Gick inte vidare     | Gick inte vidare     |
| Kamil Sabali | Herrarnas lättvikt        | Elmamoun (MAR) L 0000-1101 | Gick inte vidare     | Gick inte vidare     | Gick inte vidare     | Gick inte vidare         | Gick inte vidare     | Gick inte vidare     | Gick inte vidare     |
| Fadi Saikali | Herrarnas mellanvikt      | Tayot (FRA) L 0000-0200    | Gick inte vidare     | Gick inte vidare     | Gick inte vidare     | Gick inte vidare         | Gick inte vidare     | Gick inte vidare     | Gick inte vidare     |